# シーサイドモーター

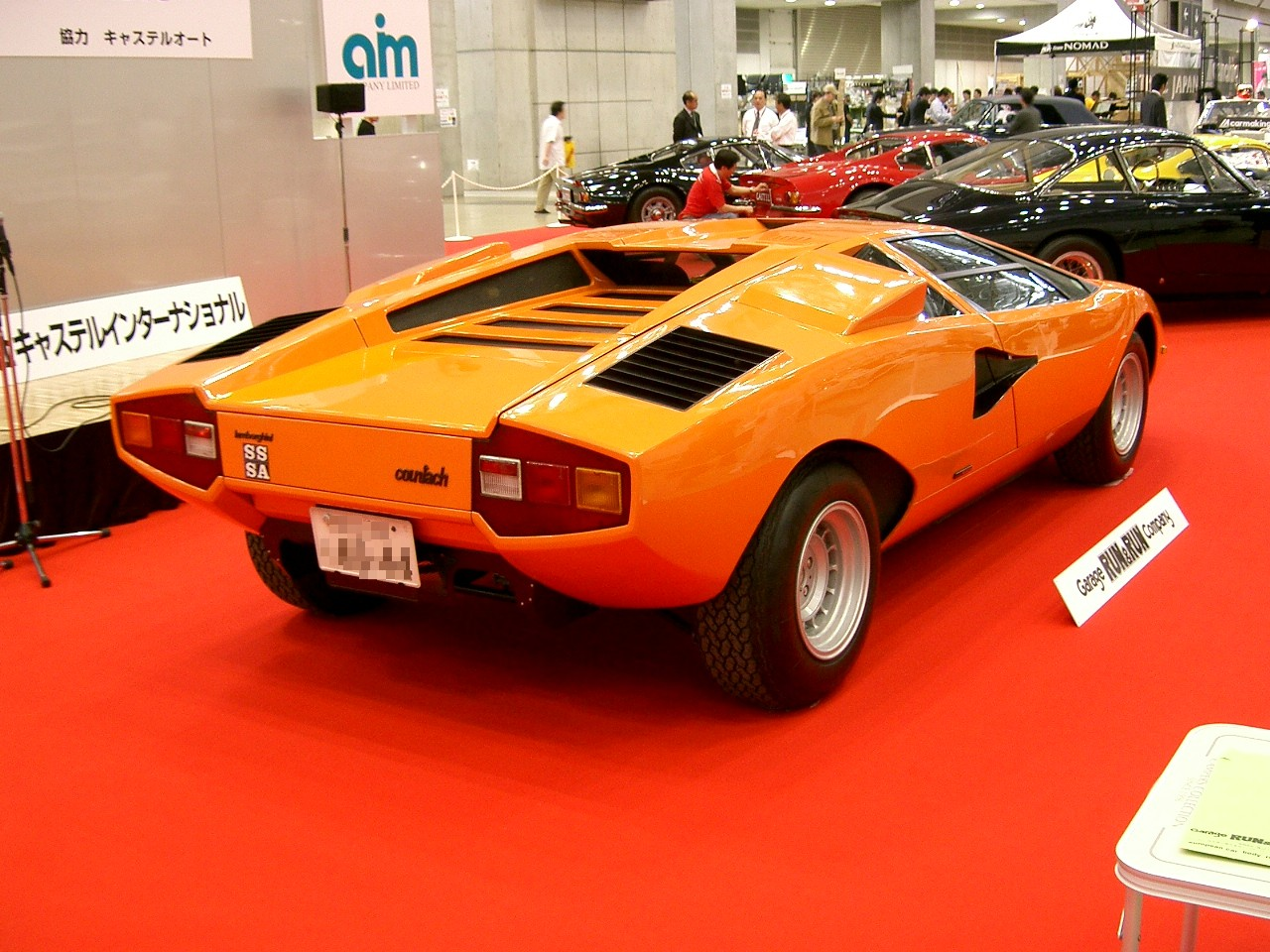
SSSAステッカーが貼られたオレンジ色のランボルギーニ・カウンタックLP400正規輸入第3号車

シーサイドモーターは、かつて神奈川県横浜市に存在した輸入車ディーラー。ランボルギーニやマセラティの日本代理店を担当していた。SSSA (Sea Side Sports Association) のステッカーエンブレムが有名である。 

## 歴史
創業者である松沢己晴（1935年 - 1994年）が、学生時代に外国車販売のアルバイトを行ったことがきっかけであった。主に米軍兵士から買い取り（大半がアメリカ車）、日本人に売っていた。1960年頃、横浜市元町に輸入中古車ディーラー「シーサイドモーター」として開業。松沢は船橋サーキットで行われた草レースにも参戦し、生沢徹、安田銀二、浮谷洸次郎（浮谷東次郎の父）などと交流を持つようになった。
事業は順調に進み、1970年代前半から神奈川区三ツ沢の国道1号沿いに10階建ての自社ビルを建設した。しかし、オイルショックで建材の価格が急騰し、多額の負債を抱えるようになる。
自社ビルの完成後、ランボルギーニやマセラティなどのイタリア製スーパーカーを販売するようになり、世がスーパーカーブームに突入するとショールームの前にはカメラを持った少年が多数押しかけるようになった。
スーパーカーの知名度は上がったものの、車が非常に高価であったために売り上げが大きく伸びることはなかった。1970年代後半にはスーパーカーブームが過ぎ去り、景気の悪化とともに経営状態はさらに悪化。1980年に倒産した。倒産後、客から預かっていた車を担保代わりに押収されるのを防ぐため、社員総出で車を返却しに行ったという。